# Новосельное (Актюбинская область)
Новосельное (каз. Новосельное) — упразднённое село в Хобдинском районе Актюбинской области Казахстана. Входило в состав Исатайского сельского округа. Ликвидировано в 1990-е г.

## География
Располагалось на правом берегу реки Киыл (приток реки Уил), в 8 км к юго-востоку от села Жарсай (Новонадеждинка).

## Население
В 1989 году население села составляло 82 человека. Национальный состав: казахи.